# Rozenburgsesluis

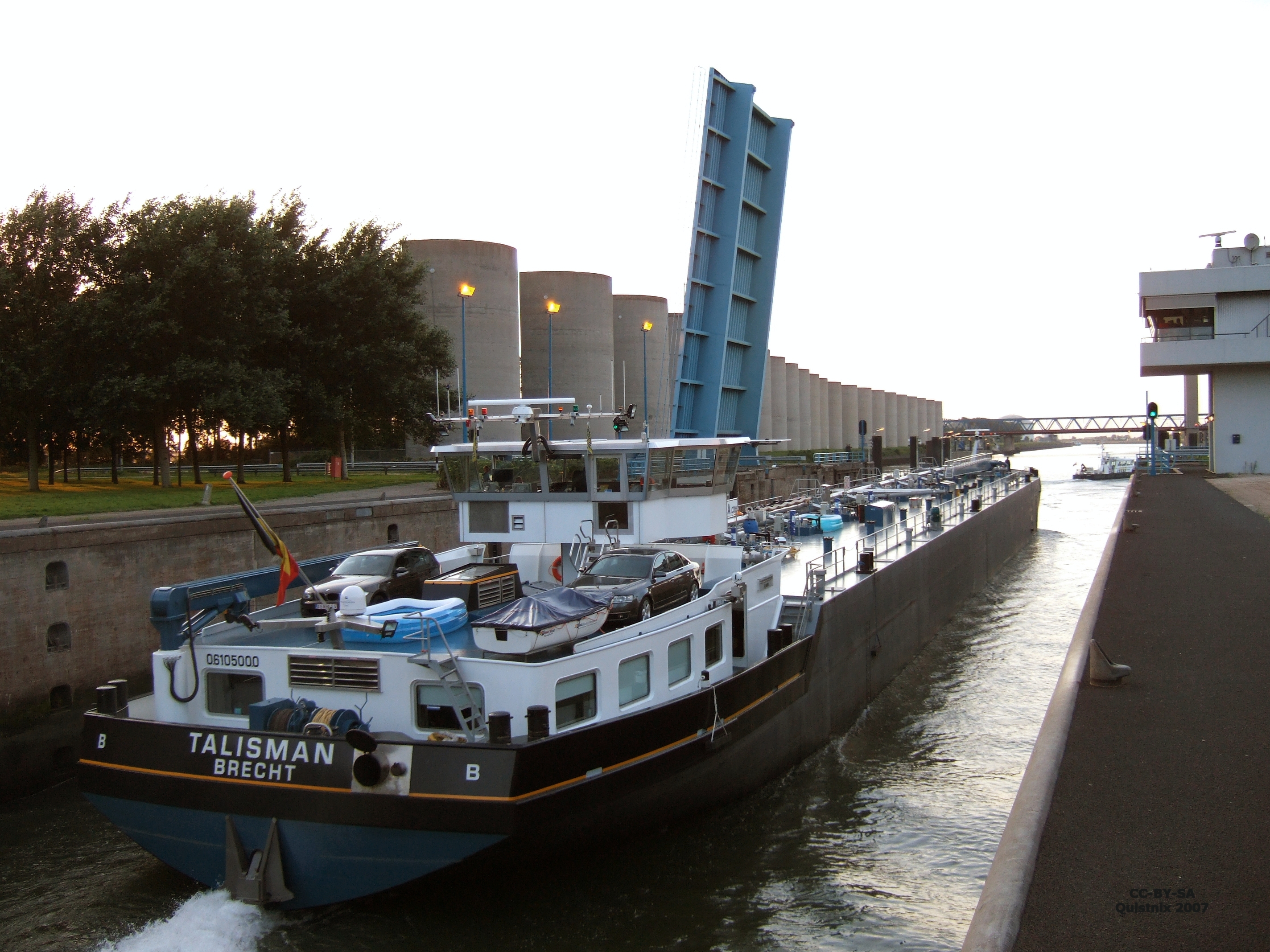
Een schip vaart vanuit de sluis het Calandkanaal in

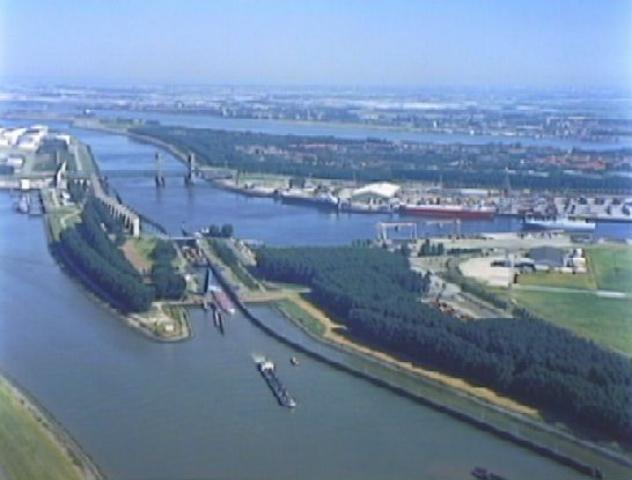
Rozenburgsesluis

De Rozenburgsesluis is een schutsluis die het Calandkanaal met het Hartelkanaal verbindt, bij Rotterdam, in de Nederlandse provincie Zuid-Holland. De vaarweg is CEMT-klasse VIc. De sluis is op 19 april 1971 geopend. De route voor de binnenschepen die het Calandkanaal als bestemming hebben werd door deze sluis verkort. De sluis wordt in principe altijd bediend en staat op marifoonkanaal 22.
De sluis heeft twee kolken van 24,00 m breed, een noordelijke van 200 m (bij geopende brug 224 m) en een zuidelijke van 90 m. De schutlengte tussen de vloeddeuren met geopende brug is 329 m, met gesloten brug 305 m, en tussen de ebdeuren 306,36 m. Maar bij vloed kan er maar tot een lengte van 305,00 m worden geschut. Over het binnen- en buitenhoofd van de sluis liggen twee basculebruggen met een doorvaarthoogte in gesloten stand van NAP +3,60 m, waardoor het autoverkeer de sluis nagenoeg altijd kan oversteken. De sluisdrempel ligt op NAP −5,80 m.
Een bellenscherm in de sluis voorkwam menging van het zoute water in het Calandkanaal met het zoete water in het Hartelkanaal. Dit bellenscherm is echter niet meer nodig sinds het doorbreken van de Beerdam, waardoor het water aan beide zijden van de sluis brak werd.
Tijdens de bouw van de sluis waren het Hartelkanaal en het Calandkanaal nog niet gegraven zodat de sluis, net zoals de Calandbrug, een tijd lang midden in de polder stond. De Rozenburgsesluis is van 1982 tot 1985 gereviseerd.
In 2020 werd, als onderdeel van het Theemswegtracé, ter vervanging van de Calandbrug een nieuwe spoorbrug over de sluis gelegd; de Rozenburgsebrug.

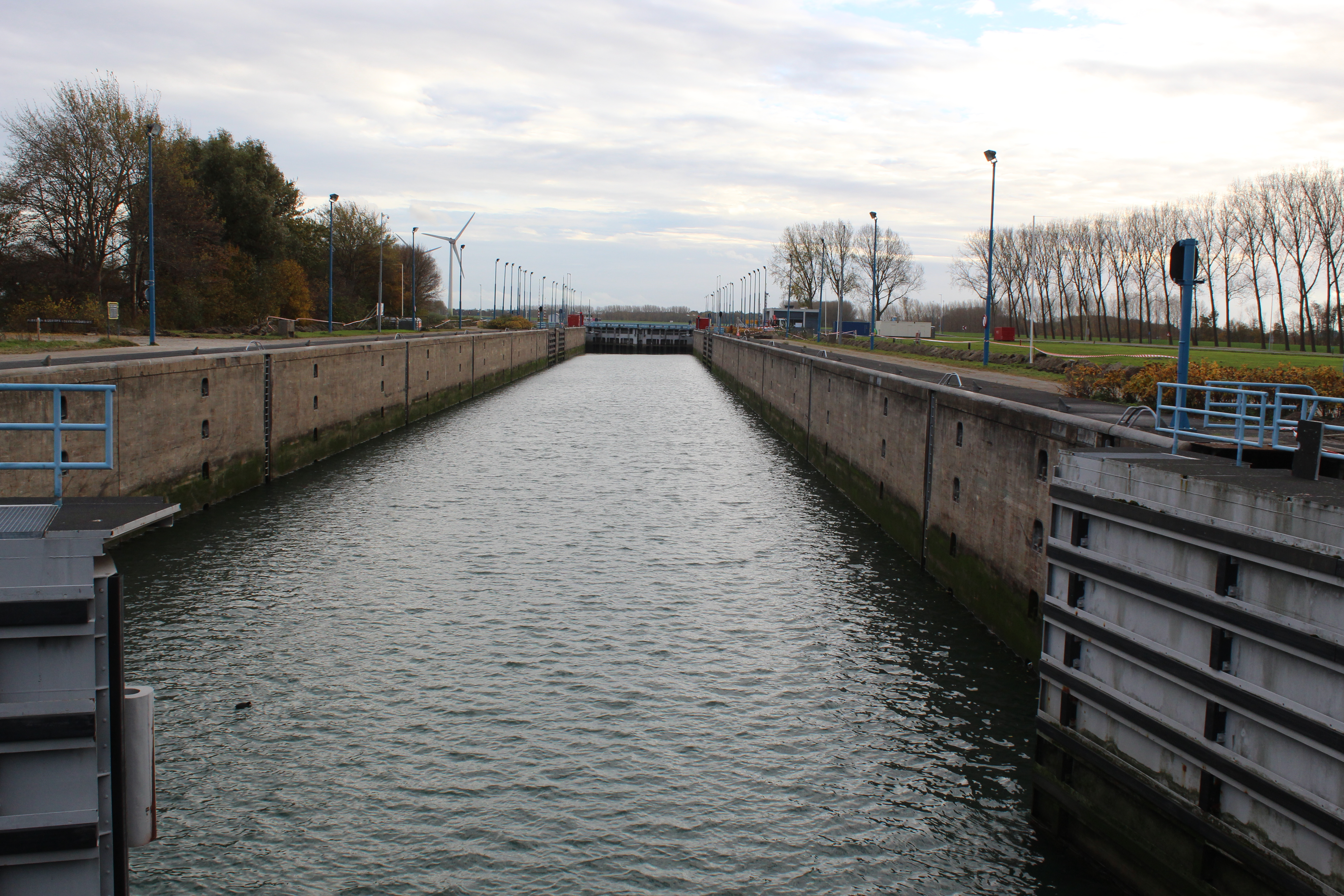
De Rozenburgsesluis naar het zuiden gezien
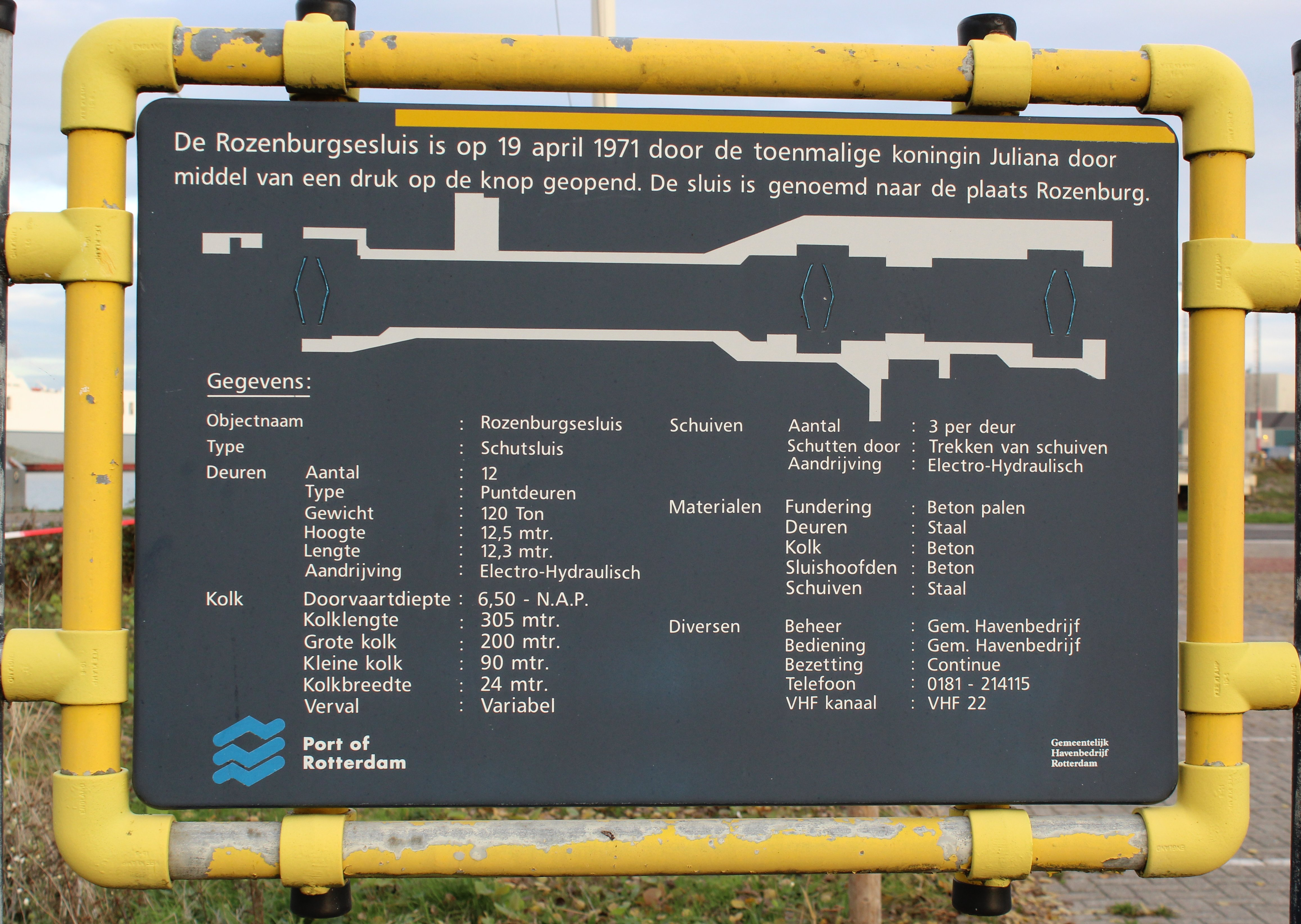
Informatiebord